# Trường luật (phim truyền hình)
Trường luật (tiếng Anh: Law School; tiếng Hàn: 로스쿨) là bộ phim phim truyền hình Hàn Quốc với sự tham gia của Kim Myung-min, Kim Bum, Ryu Hye-young, và Lee Jung-eun. Phim được phát sóng từ ngày 14 tháng 4, 2021, đến ngày 9 tháng 6, 2021, trên JTBC vào thứ Tư và thứ Năm hàng tuần lúc 21:00 (KST) với 16 tập. Đồng thời phim cũng được phát trực tuyến trên nền tảng Netflix ở một số khu vực.

## Nội dung chính
Lấy bối cảnh tại Trường Luật Đại học Hankuk, bộ phim kể về câu chuyện của các sinh viên và giáo sư trong trường luật tình cờ gặp một vụ án bất thường. Một giáo sư tại một trường luật danh tiếng và các sinh viên của mình dính vào một vụ án chưa từng có. Một bộ phim truyền hình về quá trình các luật sư tương lai nhận ra tính xác thực, luật pháp và công lý.
Trong một lớp học thử nghiệm giả có giám sát, một giáo sư trường luật được phát hiện đã chết tại trường, và giáo sư Yang bị bắt giữ là nghi phạm chính. Kang Sol, Han Joon-Hwi và các sinh viên khác tại Hankuk làm việc cùng nhau để tiết lộ sự thật đằng sau cái chết của Giáo sư Seo và chứng minh Giáo sư Yang vô tội.

## Dàn diễn viên

### Diễn viên chính
- Kim Myung-min vai Yang Jong-hoon, một giáo sư công tố viên dạy luật hình sự. Anh nghiêm khắc và lạnh lùng nhưng những người thân thiết với anh đều biết con người thật của anh ấy như thế nào.
- Kim Bum vai Han Joon-hwi, một sinh viên năm nhất luôn đạt điểm cao nhất trong số các bạn cùng lứa. Anh là một sinh viên thông minh và cũng là cháu trai của giáo sư bị sát hại.
  - An Seong-won vai Joon-hwi khi còn nhỏ.
- Ryu Hye-young vai Kang Sol A, một sinh viên năm nhất nhập học trường luật thông qua hình thức xét tuyển đặc biệt. Cô ấy gần như không thể vào trường luật và là bạn tốt của Ye-Seul. Cô cũng là em gái song sinh của Erica Shin.
- Lee Jung-eun vai Kim Eun-sook, một giáo sư chuyển sang dạy luật dân sự. Cô là một giáo sư 'Vui vẻ khi ở bên' được các sinh viên của cô yêu thích. Cô là bạn tốt của giáo sư Yang và đã cố gắng hết sức để chứng minh giáo sư vô tội.

### Diễn viên phụ

#### Khoa Luật Đại học Hankuk
- Ahn Nae-sang vai Seo Byung-ju
- Gil Hae-yeon vai Oh Jung-hee
- Woo Hyeon vai Sung Dong-il
- Oh Man-seok vai Kang Joo-man
- Lee Seung-hun vai Jung Dae-hyeon

#### Sinh viên trường Luật Đại học Hankuk
- Lee Soo-kyung vai Kang Sol B, sinh viên năm nhất.[6] Cô là bạn cùng phòng của Kang Sol A. Cô thuộc gia đình giàu có và liên tục bị mẹ ép buộc phải thể hiện tốt và lọt vào top đầu.
- Lee David vai Seo Ji-ho. Anh ấy là một sinh viên thông minh nhưng thờ ơ, người đang cố gắng trả thù cho cái chết của cha mình.
- Go Youn-jung vai Jeon Ye-seul, sinh viên năm nhất.[7] Cô bị lạm dụng bởi bạn trai của mình, con trai của Nghị sĩ Ko.
- Hyun Woo vai Yoo Seung-jae, cựu sinh viên y khoa chuyển sang trường luật. Anh luôn ghi điểm cao nhất cho đến một ngày khi một bí mật của anh được tiết lộ.
- Lee Kang-ji vai Min Bok-gi
- Kim Min-seok vai Jo Ye-beom

#### Văn phòng Công tố viên
- Park Hyuk-kwon vai Jin Hyeong-woo
- Kim Yong-joon vai trưởng công tố viên Kim
- Min Dae-shik

#### Gia đình Kang Sol A
- Shin Mi-young vai Kang Sol A's mother
- Park So-yi vai Kang Byeol, em gái của Kang Sol A.
- Ryu Hye-young vai Kang Dan/Erica Shin, chị gái song sinh của Sol A, người có một câu chuyện bí mật. Cô quyết định chuyển đến Boston, Mỹ.

### Khác
- Jung Won-Joong vai Assemblyman Ko Hyeong-su
- Jo Jae-ryong vai Lee Man-ho
- Lee Hwi-jong vai Ko Young-chang
- Lee Chun-hee vai Park Geun-tae
- Sung Yeo-jin vai Han Joon-hwi's aunt
- Park Mi-hyeon vai Han Hye-gyeong
- N/A vai Choi Jae-Cheol

## Sản xuất

### Phát triển
Dự án ít mạng sau đó được công ty sản xuất Gonggamdong House công bố lần đầu tiên vào tháng 6 năm 2018 với tựa đề là Law School Monsters, trở thành bộ phim truyền hình học đường luật đầu tiên của Hàn Quốc, với Seo In (Judge vs. Judge) là biên kịch. JTBC mua lại bản quyền phát sóng vào mùa hè năm 2020.

### Tuyển diễn viên
Vào giữa tháng 9 năm 2020, JTBC xác nhận rằng Kim Myung-min, Kim Bum, Ryu Hye-young và Lee Jung-eun sẽ đóng vai chính trong bộ phim.
Kim Seok-yoon, người trước đây đã hợp tác với các diễn viên Kim Myung-min và Kim Bum trong loạt phim Thám tử K: Ma cà rồng báo thù, đã tham gia dự án với tư cách đạo diễn. Anh cũng là nhà đồng sản xuất của bộ phim, cùng với Choi Sai-rack của Gonggamdong House.

## Nhạc phim gốc

### Phần 1
| Phát hành vào 22 tháng 4 năm 2021 | Phát hành vào 22 tháng 4 năm 2021 | Phát hành vào 22 tháng 4 năm 2021 | Phát hành vào 22 tháng 4 năm 2021 | Phát hành vào 22 tháng 4 năm 2021 | Phát hành vào 22 tháng 4 năm 2021 |
| STT                               | Nhan đề                           | Phổ lời                           | Phổ nhạc                          | Nghệ sĩ                           | Thời lượng                        |
| --------------------------------- | --------------------------------- | --------------------------------- | --------------------------------- | --------------------------------- | --------------------------------- |
| 1.                                | "We are"                          | MaO                               | Jayins Naiv                       | Lee Seung-yoon                    | 3:23                              |
| 2.                                | "We are" (inst.)                  |                                   | Jayins Naiv                       |                                   | 3:22                              |
| Tổng thời lượng:                  | Tổng thời lượng:                  | Tổng thời lượng:                  | Tổng thời lượng:                  | Tổng thời lượng:                  | 6:45                              |

### Part 2
| Phát hành vào 6 tháng 5 năm 2021 | Phát hành vào 6 tháng 5 năm 2021 | Phát hành vào 6 tháng 5 năm 2021 | Phát hành vào 6 tháng 5 năm 2021 | Phát hành vào 6 tháng 5 năm 2021 | Phát hành vào 6 tháng 5 năm 2021 |
| STT                              | Nhan đề                          | Phổ lời                          | Phổ nhạc                         | Nghệ sĩ                          | Thời lượng                       |
| -------------------------------- | -------------------------------- | -------------------------------- | -------------------------------- | -------------------------------- | -------------------------------- |
| 1.                               | "We are (Acoustic Ver.)"         | MaO                              | Jayins Naiv                      | Darin                            | 3:27                             |
| 2.                               | "We are (Acoustic Ver.)" (inst.) |                                  | Jayins Naiv                      |                                  | 3:27                             |
| Tổng thời lượng:                 | Tổng thời lượng:                 | Tổng thời lượng:                 | Tổng thời lượng:                 | Tổng thời lượng:                 | 6:55                             |

### Part 3
| Phát hành vào 20 tháng 5 năm 2021 | Phát hành vào 20 tháng 5 năm 2021 | Phát hành vào 20 tháng 5 năm 2021 | Phát hành vào 20 tháng 5 năm 2021   | Phát hành vào 20 tháng 5 năm 2021 | Phát hành vào 20 tháng 5 năm 2021 |
| STT                               | Nhan đề                           | Phổ lời                           | Phổ nhạc                            | Nghệ sĩ                           | Thời lượng                        |
| --------------------------------- | --------------------------------- | --------------------------------- | ----------------------------------- | --------------------------------- | --------------------------------- |
| 1.                                | "X"                               | Choi Jung-in Safira.K             | Choi Jung-in Jung Sung-min Safira.K | Safira.K                          | 2:39                              |
| 2.                                | "X" (inst.)                       |                                   | Choi Jung-in Jung Sung-min Safira.K |                                   | 2:38                              |
| Tổng thời lượng:                  | Tổng thời lượng:                  | Tổng thời lượng:                  | Tổng thời lượng:                    | Tổng thời lượng:                  | 5:17                              |

## Tỷ lệ người xem
| Mùa | Mùa | Số tập | Số tập | Số tập | Số tập | Số tập | Số tập | Số tập | Số tập | Số tập | Số tập | Số tập | Số tập | Số tập | Số tập | Số tập | Số tập | Trung bình |
| Mùa | Mùa | 1      | 2      | 3      | 4      | 5      | 6      | 7      | 8      | 9      | 10     | 11     | 12     | 13     | 14     | 15     | 16     | Trung bình |
| --- | --- | ------ | ------ | ------ | ------ | ------ | ------ | ------ | ------ | ------ | ------ | ------ | ------ | ------ | ------ | ------ | ------ | ---------- |
|     | 1   | 1.066  | 0.812  | 0.861  | 0.908  | 0.914  | 0.972  | 0.989  | 1.185  | 1.201  | 1.235  | 1.292  | 1.108  | 1.519  | 1.167  | 1.313  | 1.329  | 1.117      |

| Tập | Ngày phát sóng   | Tỷ lệ khán giả trung bình (Nielsen Korea) | Tỷ lệ khán giả trung bình (Nielsen Korea) |
| Tập | Ngày phát sóng   | Toàn quốc                                 | Seoul                                     |
| --- | ---------------- | ----------------------------------------- | ----------------------------------------- |
| 1 | 4 14 tháng, 2021 | 5.113% (4th)                              | 5.659% (4th)                              |
| 2 | 15 tháng 4, 2021 | 4.112% (5th)                              | 4.531% (4th)                              |
| 3 | 21 tháng 4, 2021 | 4.338% (5th)                              | 4.621% (4th)                              |
| 4 | 22 tháng 4, 2021 | 4.318% (5th)                              | 4.908% (4th)                              |
| 5 | 28 tháng 4, 2021 | 4.473% (4th)                              | 4.801% (4th)                              |
| 6 | 29 tháng 4, 2021 | 4.676% (4th)                              | 5.345% (4th)                              |
| 7 | 5 tháng 5, 2021  | 4.505% (4th)                              | 5.346% (4th)                              |
| 8 | 6 tháng 5, 2021  | 5.388% (4th)                              | 6.044% (3rd)                              |
| 9 | 12 tháng 5, 2021 | 5.508% (4th)                              | 5.645% (4th)                              |
| 10 | 19 tháng 5, 2021 | 5.652% (4th)                              | 6.547%(3rd)                               |
| 11 | 20 tháng 5, 2021 | 6.249% (4th)                              | 6.796% (4th)                              |
| 12 | 26 tháng 5, 2021 | 5.550% (4th)                              | 6.005% (3rd)                              |
| 13 | 27 tháng 5, 2021 | 6.891% (3rd)                              | 7.702% (3rd)                              |
| 14 | 2 tháng 6, 2021  | 5.694% (4th)                              | 6.241% (3rd)                              |
| 15 | 3 tháng 6, 2021  | 6.309% (4th)                              | 6.723% (3rd)                              |
| 16 | 9 tháng 6, 2021  | 6.114% (5th)                              | 6.523% (5th)                              |
| Trung bình | Trung bình       | 5.306%                                    | 5.840%                                    |
| - Trong bảng trên, số màu xanh chỉ tỷ lệ người xem thấp nhất và số màu đỏ chỉ tỷ lệ người xem cao nhất. - Bộ phim này được phát sóng trên kênh truyền hình cáp/truyền hình trả phí thường có lượng khán giả tương đối ít hơn so với các đài truyền hình công cộng/truyền hình miễn phí (KBS, SBS, MBC và EBS). - Không có tập nào được phát sóng vào ngày 13 tháng 5, 2021 do lễ trao giải Giải thưởng nghệ thuật Baeksang lần thứ 57 được phát sóng. |                  |                                           |                                           |